# Stanhopea
Stanhopea é um género botânico pertencente à família das orquídeas (Orchidaceae). Foi proposto por Hooker utilizando-se de material de J.Frost em Botanical Magazine 56: t. 2948, em 1829. A Stanhopea insignis Frost ex W. Hooker é a espécie tipo deste gênero. O nome do gênero é uma homenagem a Lord Philipp Henry Stanhope, orquidófilo inglês.
Plantas relativamente difíceis de cultivar, são muito ornamentais pelas suas grandes e complicadas flores perfumadas, que entretanto duram apenas dois ou três dias. As principais diferenças para distingui-las residem no formato do labelo e número de flores.

## Distribuição
Stanhopea agrupa cerca de cinqüenta espécies epífitas, eventualmente rupícolas, de crescimento cespitoso, distribuídas do México ao sul do Brasil, normalmente crescendo à sombra das matas úmidas ou sobre rochas abrigadas, onde há grande depósito de detritos.
A maioria das espécies, incluindo as mais extravagantes e coloridas, concentram-se no México, América Central, Colômbia e Equador, apenas seis espécies existem Brasil, podendo chegar a oito, conforme o autor que consultemos. Suas espécies são bastante variáveis, parecidas, e difíceis de descrever de modo que o número de espécies consideradas aceitas não é consenso.

## Descrição
As Stanhopea podem ser divididas em três grandes grupos, um que sempre apresenta inflorescências com duas flores, de labelo mais inteiro e sistema de polinização mais simples; outro com inflorescências bastante floribundas e polinização mais complicada, onde o inseto, como em Coryanthes, cai dentro da flor e labelos mais complexos divididos em três partes bem distintas; e o último, ao qual pertencem quase todas as espécies Brasileiras.
São plantas grandes, com pseudobulbos ovóides mais tarde sulcados longitudinalmente, agregados, verde escuros, unifoliados, na base guarnecidos por Baínhas. As folhas são pecioladas, herbáceas, plicadas, e apresentam diversas nervuras dorsalmente salientes. A inflorescência pendente brota da base do pseudobulbo, crescendo para baixo, e comporta de duas a dez flores grandes, de estranha estrutura, cujo ovário normalmente esta recoberto por ampla bráctea.
A flores possuem sépalas grandes largas e côncavas, de consistência carnosa e aparência cerosa. A sépala dorsal parecido porém algo menor. As pétalas são pequenas, por vezes onduladas, e muito curvadas sobre a sépala dorsal. O labelo por vezes é bastante complexo, carnoso, rígido, com hipoquílio, ou a parte do labelo próxima da coluna, muito carnoso e côncavo, mesoquílio, ou a parte intermediária do labelo, e epiquílio, ou extremidade do labelo, largo por vezes com dois apêndices em forma de cornos. A coluna em regra é longa e carnosa, arqueada de modo a ficar com a antera e o estigma sobre o epiquílio, atenuada para a base, com duas grandes asas na extremidade. antera terminal uniloculada com duas polínias cerosas.

## Espécies
Stanhopea insignis

Stanhopea gravelens

Stanhopea guttulata

Stanhopea jenischiana

Stanhopea litzei

Stanhopea tigrina. Sinônimos: Stanhopea nigroviolacea, Stanhopea expansa, Epidendrum fragrantissimum.

## Cultivo
Pela maneira como cresce sua inflorescência é recomendado cultiva-las em gaiolas de madeira. Ao acrescentar-se um pouco de areia e madeira podre ao substrato serão obtidos melhores resultados. Por serem plantas que ocupam considerável espaço, e cujas flores duram muito pouco, muitos orquidófilos deixam de cultiva-las, preferindo ocupar o espaço com espécies de gêneros menores, com flores mais duráveis.

## Bioquímica e propriedades farmacológicas
São raros os estudos fitoquímicos com espécies do gênero Stanhopea. O estudo químico de Stanhopea lietzei  levou à identificação de diterpenos, triterpenos, flavonoide e um raro bifenantreno em seus tecidos. O bifenantreno  2,2′,7,7′-tetrametoxi-4,4′,6,6′-tetrahidroxi-(1,1′)-bifenantreno apresenta atividade contra células de câncer de pulmão do tipo NCI-H460. A presença de triterpenos cicloartânicos e bifenantreno sugerem uma proximidade quimiotaxonômica com espécies das subtribos Maxilariinae e Cyrtopodiinae.